# Ropica basicristata
Ropica basicristata là một loài bọ cánh cứng trong họ Cerambycidae.